# Tiến Đạt
Tiến Đạt (tên khai sinh Nguyễn Tiến Đạt, sinh ngày 13 tháng 9 năm 1981 tại Hà Nội) là một nam diễn viên người Việt Nam. Ông được khán giả biết đến qua các bộ phim truyền hình như Chạy án, Tuổi thanh xuân 2, Cô gái nhà người ta, Thương ngày nắng về. Ông từng công tác tại Nhà hát Kịch Hà Nội. Ông được Nhà nước phong tặng danh hiệu Nghệ sĩ Nhân dân vào năm 2015.

## Tiểu sử và sự nghiệp
Tiến Đạt sinh ngày 13 tháng 9 năm 1953 tại Hà Nội trong một gia đình có truyền thống làm dệt may. Ông là con của nghệ nhân Nguyễn Tiến Thành - chủ một tiệm may complet nổi tiếng Hà Thành từ những năm của thập niên 1940 – 1950. Học hết cấp 2 ông dự thi vào Trường Nghệ thuật Sân khấu Hà Nội dưới sự bảo trợ của Nhà hát Thiếu nhi, nay là Nhà hát Tuổi trẻ. Năm 1973, ông tốt nghiệp Lớp diễn viên Khoa Kịch nói của Trường Trung cấp Sân Khấu Điện Ảnh Việt Nam khóa 1968 – 1971 (nay là Trường Đại học Sân khấu - Điện ảnh Hà Nội). Ông được cử đi xây dựng đoàn kịch nói Quảng Ninh. Năm 1979, Tiến Đạt xin chuyển công tác từ Quảng Ninh về Hà Nội trong giai đoạn kinh tế khó khăn vợ chồng ông phải làm thêm nhiều nghề để sinh sống. Năm 1980, ông bắt đầu công tác tại Nhà hát Kịch Hà Nội. Từ năm 1991, ông kết hợp đi diễn và mở tiệm may theo của bố ông để lại.

## Đời tư
Năm 1978, ông kết hôn với người bạn cùng lớp là Hồng Loan. Cả hai người đã có với nhau 1 người con trai.

## Danh sách tác phẩm

### Truyền hình
| Năm  | Tựa phim                  | Vai diễn          | Đạo diễn                           | Kênh       | Nguồn                              |
| ---- | ------------------------- | ----------------- | ---------------------------------- | ---------- | ---------------------------------- |
| 1995 | Sông hồng reo             | Ông Lâm           | Nguyễn Hữu Luyện - Trần Trung Nhàn | H1         |                                    |
| 1996 | Con sẽ là cô chủ          |                   | Hà Lê Sơn                          | H1         | [ 4 ]                              |
| 1997 | Màn kịch vụng về          | Phát              | Quý Dũng                           | H1         |                                    |
| 1997 | Tình nghĩa vợ chồng       | Quốc              | Nguyễn Hữu Luyện                   | H1         | [ 5 ]                              |
| 1998 | Đón khách                 | Lục               | Đỗ Minh Tuấn                       | VTV1       |                                    |
| 1998 | Chuyện ngoài sân cỏ       | Phú               | Vũ Trường Khoa                     | VTV3       |                                    |
| 1999 | Vui buồn sau lũy tre      | Ông Bá            | Bạch Diệp                          | VTV1       |                                    |
| 2000 | Công ty co dãn mênh mông  |                   | Đỗ Minh Tuấn                       | VTV3       |                                    |
| 2000 | Nụ cười người khác        | Sinh              | Phạm Thanh Phong                   | VTV3       |                                    |
| 2000 | Người nổi tiếng           | Lưu Thìn          | Bạch Diệp                          | VTV3       |                                    |
| 2001 | Nước mắt chảy xuôi        |                   | Cao Mạnh                           | H1         |                                    |
| 2001 | Con nhện xanh             | Chu Ngọc          | Đỗ Đức Thành                       | VTV3       | [ 6 ]                              |
| 2002 | Biển khát                 | Ông Hoan          | Hoàng Thanh Du                     | H1         |                                    |
| 2002 | Không gian đa chiều       | Moong             | Bùi Huy Thuần                      | VTV3       |                                    |
| 2002 | Cổ cồn trắng              | Vi Kiến Đức       | Trần Hoài Sơn                      | VTV3       |                                    |
| 2003 | Mật đắng                  |                   | Hoàng Thanh Du                     | VTV3       |                                    |
| 2003 | May ơi là may             | Ông Đức           | Đỗ Đức Thành                       | VTV3       |                                    |
| 2003 | Những tầng cao nghiệt ngã | Luận              | Nguyễn Anh Tuấn                    | VTV3       |                                    |
| 2005 | Tia nắng mong manh        | Vượng             | Bạch Diệp                          | VTV3       |                                    |
| 2006 | Gió mùa thổi mãi          | Ông Tấn           | Trần Quốc Trọng                    | VTV3       |                                    |
| 2006 | Chạy án                   | Tony Nguyễn       | Vũ Hồng Sơn                        | VTV1       | [ 7 ] [ 8 ] [ 9 ] [ 10 ]           |
| 2007 | Bản lĩnh                  | Ông Thắng         | Nguyễn Anh Tuấn                    | VTV3       | [ 11 ]                             |
| 2008 | Chạy án (phần 2)          | Tony Nguyễn       | Vũ Hồng Sơn                        | VTV1       | [ 12 ] [ 13 ] [ 14 ]               |
| 2009 | Trái tim đầu thai         |                   | Nguyễn Anh Tuấn                    | VTV3       |                                    |
| 2009 | Phá vỡ im lặng            | Phát              | Hoàng Nhuận Cầm                    | VTV1       |                                    |
| 2009 | Nhà có nhiều cửa sổ 2     | Ông Thái          | Phi Tiến Sơn                       | VTV1       | [ 15 ] [ 16 ] [ 17 ]               |
| 2010 | Thời khắc may mắn         |                   | Trần Lực                           | VTV1       |                                    |
| 2010 | Giao thừa đón lộc vàng    |                   | Nguyễn Danh Dũng                   | VTV1       |                                    |
| 2010 | Cuồng phong               | Ông Ba            | Bùi Huy Thuần                      | VTV1       | '                                  |
| 2010 | Hà Nội một thời           | Nhà sưu tầm tranh | Bạch Diệp                          | VTC3       |                                    |
| 2011 | Tháng củ mật              | Ông Chiến         | Nguyễn Danh Dũng                   | VTV1       |                                    |
| 2011 | Xin thề anh nói thật      | Ông Bách          | Phi Tiến Sơn - Nguyễn Hữu Trọng    | VTV1       |                                    |
| 2012 | Tết siêu tiết kiệm        | Ông Minh          | Nguyễn Mạnh Hà                     | VTV1       |                                    |
| 2012 | Ông tơ hai phẩy           | Ông Trương        | Nguyễn Danh Dũng                   | VTV1       | [ 23 ] [ 24 ] [ 25 ] [ 26 ] [ 27 ] |
| 2012 | Siêu thị tình yêu         |                   | Nguyễn Danh Dũng                   | Let's Viet |                                    |
| 2014 | Heo may về qua phố        | Ông Bành          | Nguyễn Danh Dũng                   | VTV3       | [ 28 ] [ 29 ]                      |
| 2015 | Sóng ngầm                 | Ông Bình          | Nguyễn Mạnh Hà                     | VTV1       |                                    |
| 2015 | Những cánh hoa trước gió  |                   | Đỗ Chí Hướng                       | VTV6       |                                    |
| 2015 | Đối thủ kỳ phùng          | Lê Khoái          | Nguyễn Quang - Nguyễn Thu          | VTV1       |                                    |
| 2016 | Tuổi thanh xuân 2         | Bố của Phong      | Nguyễn Khải Anh - Bùi Tiến Huy     | VTV3       | [ 30 ] [ 31 ] [ 32 ] [ 33 ]        |
| 2017 | Giao mùa                  | Ông Thành         | Trần Hoài Sơn                      | VTV1       |                                    |
| 2019 | Những nhân viên gương mẫu | Ông Đức           | Lê Mạnh                            | VTV1       | [ 34 ] [ 35 ] [ 36 ] [ 37 ] [ 38 ] |
| 2020 | Cô gái nhà người ta       | Ông Tài           | Trịnh Lê Phong                     | VTV3       | [ 39 ] [ 40 ] [ 41 ]               |
| 2021 | Thương ngày nắng về       | Ông Hoàng Long    | Bùi Tiến Huy - Vũ Trường Khoa      | VTV3       | [ 42 ] [ 43 ] [ 44 ] [ 45 ] [ 46 ] |
| 2024 | Hoa sữa về trong gió      | Ông Tùng          | Bùi Tiến Huy                       | VTV1       |                                    |

### Kịch
| Năm  | Vở kịch                     | Vai diễn   | Nguồn |
| ---- | --------------------------- | ---------- | ----- |
| 1994 | Thầy khóa làng tôi          | Trạng lợn  |       |
| 2003 | Trò đùa của Thiên Lôi       | Nguyễn Tài |       |
| 2004 | Cát bụi                     | Thúc Đại   |       |
| 2012 | Những mặt người thấp thoáng | Quang      |       |
| 2013 | Điệp khúc virus             |            |       |
| 2014 | Những người con Hà Nội      | Phan Tâm   |       |
|      | Người năm ấy                | Chất       |       |

## Giải thưởng
| Năm  | Lễ trao giải                             | Hạng mục           | Phim/Vở kịch           | Vai diễn    | Kết quả         | Nguồn  | Ghi chú                                                                      |
| ---- | ---------------------------------------- | ------------------ | ---------------------- | ----------- | --------------- | ------ | ---------------------------------------------------------------------------- |
| 1999 | Liên hoan Kịch nói toàn quốc             |                    | Thầy khóa làng tôi     | Trạng lợn   | Huy chương Bạc  |        | Giải có tên gọi khác là: Liên hoan sân khấu kịch nói chuyên nghiệp toàn quốc |
| 2004 | Liên hoan Kịch nói toàn quốc             |                    | Cát bụi                | Thúc Đại    | Huy chương vàng |        | Giải có tên gọi khác là: Liên hoan sân khấu kịch nói chuyên nghiệp toàn quốc |
| 2007 | Giải thưởng Tạp chí Truyền hình VTV      | Diễn viên xuất sắc | Chạy án 1              | Tony Nguyễn | Đoạt giải       | [ 47 ] |                                                                              |
| 2014 | Liên hoan Sân khấu Thủ đô - lần thứ nhất |                    | Những người con Hà Nội | Phán Tâm    | Huy chương vàng |        |                                                                              |

## Danh hiệu
- Nghệ sĩ ưu tú (1997)
- Nghệ sĩ Nhân dân (2015)